# 潘世宬
潘世宬（1909年—1994年），女，湖南醴陵人，中国病理生理学家、肿瘤学家，湖南医科大学教授。